# Para Para Wink!
Albums de Wink
Treasure Collection
(1999)
Para Para Wink! (écrit : para para WINK!) est le troisième album de remix de chansons de Wink, sorti en 2000 (ou le quatrième, si l'on compte Diamond Box).

## Présentation
L'album sort le 1er juillet 2000 au Japon sous le label Polystar, quatre ans après la séparation du groupe, pour profiter de la mode de la danse Para Para. Il contient des versions remixées de sept des chansons du groupe sorties en singles, dont une en deux versions (Ai ga Tomaranai ~Turn It Into Love~), suivies de leurs versions instrumentales, incluant des reprises adaptées en japonais de chansons occidentales : Turn It Into Love (Ai ga Tomaranai...) de Kylie Minogue, Where Were You Last Night (Yoru ni Hagurete...) de Ankie Bagger, et Sexy Music de The Nolans. L'album contient un dernier titre caché : la version originale de Ai ga Tomaranai....

## Liste des titres
1. New Moon ni Aimashō (ニュー・ムーンに逢いましょう?) (BPM 2001 Remix)
2. Samishii Nettaigyo (淋しい熱帯魚?) (Grand Fast Rocka Remix)
3. Ai ga Tomaranai ~Turn It Into Love~ (愛が止まらない...?) (club floor mix) (BPM 2001 Remix)
4. Manatsu no Tremolo (真夏のトレモロ?) (Grand Fast Rocka Remix)
5. Yoru ni Hagurete ~Where Were You Last Night~ (夜にはぐれて...?) (Grand Fast Rocka Remix)
6. Sexy Music (Grand Fast Rocka Remix)
7. Twinkle Twinkle (トゥインクル トゥインクル?) (Grand Fast Rocka Remix)
8. Ai ga Tomaranai ~Turn It Into Love~ (愛が止まらない...?) (party floor mix) (Grand Fast Rocka Remix)
9. New Moon ni Aimashō (ニュー・ムーンに逢いましょう?) (Instrumental) (BPM 2001 Remix)
10. Samishii Nettaigyo (淋しい熱帯魚?) (Instrumental) (Grand Fast Rocka Remix)
11. Ai ga Tomaranai ~Turn It Into Love~ (愛が止まらない...?) (club floor mix) (Instrumental) (BPM 2001 Remix)
12. Manatsu no Tremolo (真夏のトレモロ?) (Instrumental) (Grand Fast Rocka Remix)
13. Yoru ni Hagurete ~Where Were You Last Night~ (夜にはぐれて...?) (Instrumental) (Grand Fast Rocka Remix)
14. Sexy Music (Instrumental) (Grand Fast Rocka Remix)
15. Twinkle Twinkle (トゥインクル トゥインクル?) (Instrumental) (Grand Fast Rocka Remix)
16. Ai ga Tomaranai ~Turn It Into Love~ (愛が止まらない...?) (party floor mix)  (Instrumental) (Grand Fast Rocka Remix)
17. Ai ga Tomaranai ~Turn It Into Love~ (愛が止まらない...?) (radio mix) (titre caché)